# Elegia prominens
Elegia prominens är en gräsväxtart som beskrevs av Neville Stuart Pillans. Elegia prominens ingår i släktet Elegia och familjen Restionaceae. Inga underarter finns listade i Catalogue of Life.